# Lüd uralkodók listája
Lüdia jelentős állama volt az ókori Anatóliának. Ismert uralkodóneveik hosszú sorának nagy része a legendák világába tartozik, csak a harmadik lüd dinasztia, a Mermnádok öt uralkodója hiteles történetileg. A Gügésznél korábbi uralkodók görögös neveit jelenleg hettita források alapján próbálják azonosítani, de e kísérletek eddig nem jártak nagy eredményekkel. Elterjedt nézet, miszerint a hettita Zippašla tartomány Madduwattaš nevű kormányzója is közöttük van. Lüdiát a görögök Maiónia néven is ismerték.

## Atüadák (vagy Tantalidák) dinasztiája
| Név       | Idő | Megjegyzés                                                                      |
| --------- | --- | ------------------------------------------------------------------------------- |
| Tantalosz |     | Nem Lüdia királya, Sztrabón szerint Manész apja                                 |
| Tmólosz   |     | Sztrabón szerint Tantalosz fia, Manésszel azonos, Hérodotosz szerint Lüdosz fia |
| Manész    |     | Az első (mitikus) lüd uralkodó                                                  |
| Atüsz     |     | Hérodotosz szerint Maiónia királya, Manész fia                                  |
| Lüdosz    |     | Hérodotosz szerint Atüsz fia                                                    |
| Omphalé   |     | Sztrabón szerint Tmólosz özvegye, Tantalosz anyja                               |
| Broteasz  |     | Nem lüd király, Tantalosz fia                                                   |

## Tülonidák (Héraklidák) dinasztiája
A trónbitorló Héraklidák 22 uralkodója Hérodotosz szerint 505 évig uralkodott.
| Név                          | Idő              | Megjegyzés                         |
| ---------------------------- | ---------------- | ---------------------------------- |
| Agrón                        | i. e. 1220 körül | Héraklész és Omphale leszármazotta |
| 17 uralkodó neve ismeretlen  |                  |                                    |
| I. Ardüsz                    | i. e. 795–759    | elődje fia                         |
| I. Alüattész                 | i. e. 759–745    | Ardüsz fia                         |
| Melész (vagy Mürszosz)       | i. e. 745–733    | Alüattész fia                      |
| Kandaulész (vagy Mürszilosz) | i. e. 733–716    | Melész fia                         |

## Mermnád dinasztia
Az uralkodók kronológiájára vonatkozóan létezik egy hagyományos, és egy modern időrend. Az utóbbi az asszír kronológián alapul. Az alábbi táblázatban normál számokkal a hagyományos évszámok, dőlt számokkal zárójelben pedig az asszírokkal szinkronizált dátumok.
| Név           | Idő                     | Megjegyzés                  |
| ------------- | ----------------------- | --------------------------- |
| Gügész        | i. e. 716–678 (680–644) | Kandaulész özvegyének férje |
| II. Ardüsz    | i. e. 678–629 (644–625) | Gügész fia                  |
| Szadüattész   | i. e. 629–617 (625–600) | Ardüsz fia                  |
| II. Alüattész | i. e. 617–560 (600–560) | Szadüattész fia             |
| Kroiszosz     | i. e. 560–546           | Alüattész fia               |